# Riwoche
El condado de Riwoche (en tibetano, རི་བོ་ཆེ་རྫོང་།, Wylie: ri bo che rdzong, ZYPY: Riwoqê Zong; en chino simplificado: 类乌齐 县; en chino tradicional: 類烏齊 縣; pinyin: Lèiwūqí Xiàn) es un condado bajo la administración de la ciudad-prefectura de Chamdo, al noreste de la Región Autónoma del Tíbet, que limita con la provincia de Qinghai al norte.
Riwoche es el nombre del condado, así como el de la capital del condado y el pequeño pueblo donde se encuentra el monasterio principal. Riwoche se encuentra a unos 3.400 m sobre el nivel del mar. El río Dzi atraviesa la región. El condado cultiva cebada y trigo. Los habitantes de Khampa de la zona viven en casas de madera. El área es abundante en montañas y picos. En contraste con los pastizales de gran altitud predominantes en la meseta tibetana, Riwoche es exuberante durante todo el año con bosques de hoja perenne. Los inviernos son suaves con una temperatura mayor a -4 °C, mientras que la temperatura del verano permanece en 20-24 °C.

## Atracciones
Yiri es una famosa fuente termal que tiene fama de curar enfermedades. Se encuentra en el condado de Riwoche, rodeado por las colinas.
Riwoche es también el hogar del famoso monasterio de Riwoche, el conjunto principal del Taklung Kagyu, situado a 29 km al norte de la ciudad de Riwoche, y 134 km al oeste de Chamdo.
El monasterio de Jiumichan se encuentra dentro del condado de Riwoche, a 105 km de la sede del condado, es un lugar escénico clave nacional.
El monasterio de Naitang se encuentra en el condado de Riwoche, con la montaña Dingxia en la parte posterior, el río Naishui en la parte delantera y el acantilado Duoji en el norte. Los budistas lo consideraron como la tierra santa de Ruchi 16 Arhats, lo llamaron Monasterio Naitang..

## Caballos Riwoche
Riwoche también es conocido por una raza de caballos única llamada Riwoche, que se cree que es el eslabón perdido entre los caballos modernos y los caballos prehistóricos después de una investigación innovadora en 1995.